# Palazzo Galluccio
Il palazzo Galluccio è un edificio storico-nobiliare situato all'interno del centro storico di Crotone, di fianco la chiesa di San Giuseppe.

## Storia
Attualmente di proprietà della famiglia Lucifero, si hanno notizie certe sull'esistenza dell'edificio già nel 1699; notizie che, in seguito, troveranno ulteriore conferma in un documento risalente al 1720 a firma dell'allora vescovo della città Anselmo de la Peña.
La struttura venne poi riedificata nel 1809 con decorazioni neoclassiche ispirate all'architettura romana.

## Descrizione
L'ingresso del palazzo è caratterizzato da un arco a tutto sesto, con un balcone sorretto da due coppie di colonne binate in stile dorico. Al suo interno vi si trova un ampio giardino con un cancello ornato dallo stemma della famiglia.